# Udinese Calcio
Udinese Calcio, kurz Udinese, ist ein 1896 gegründeter italienischer Fußballverein aus der friulischen Stadt Udine. Weitere Bezeichnungen sind I Bianconeri („Die Weiß-Schwarzen“), I Friulani („Die Friulaner“) oder Le Zebrette („Die kleinen Zebras“). Die Heimspielstätte ist das Bluenergy Stadium, das Platz für rund 25.000 Zuschauer bietet.

## Geschichte

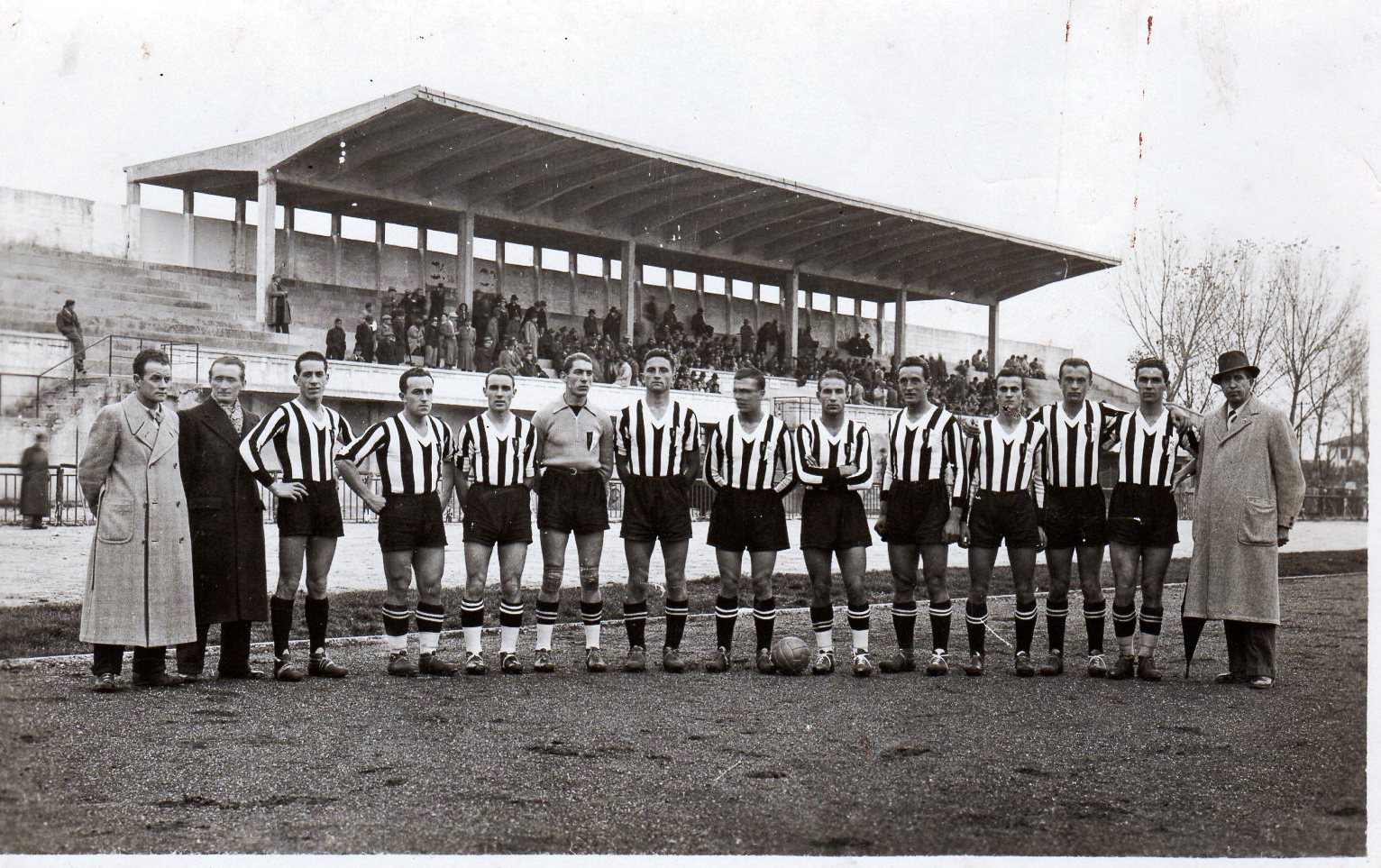
Die Mannschaft von Udinese Calcio im Jahr 1938

Udinese Calcio ist als S.p.A. eingetragen, also eine "Società per azioni", eine Aktiengesellschaft, was im italienischen Fußball nicht ungewöhnlich ist. Der Verein Udinese Calcio entstand aus der Società Udinese di Ginnastica e Scherma. 1896, bei den ersten, damals noch inoffiziellen italienischen Meisterschaften, errang die Società Udinese di Ginnastica e Scherma den Titel, der allerdings nicht anerkannt wird, da die Meisterschaften von der Federazione di Ginnastica, dem italienischen Turnverband ausgetragen wurden. Erst 1898 gewann der CFC Genua die erste italienische Meisterschaft.

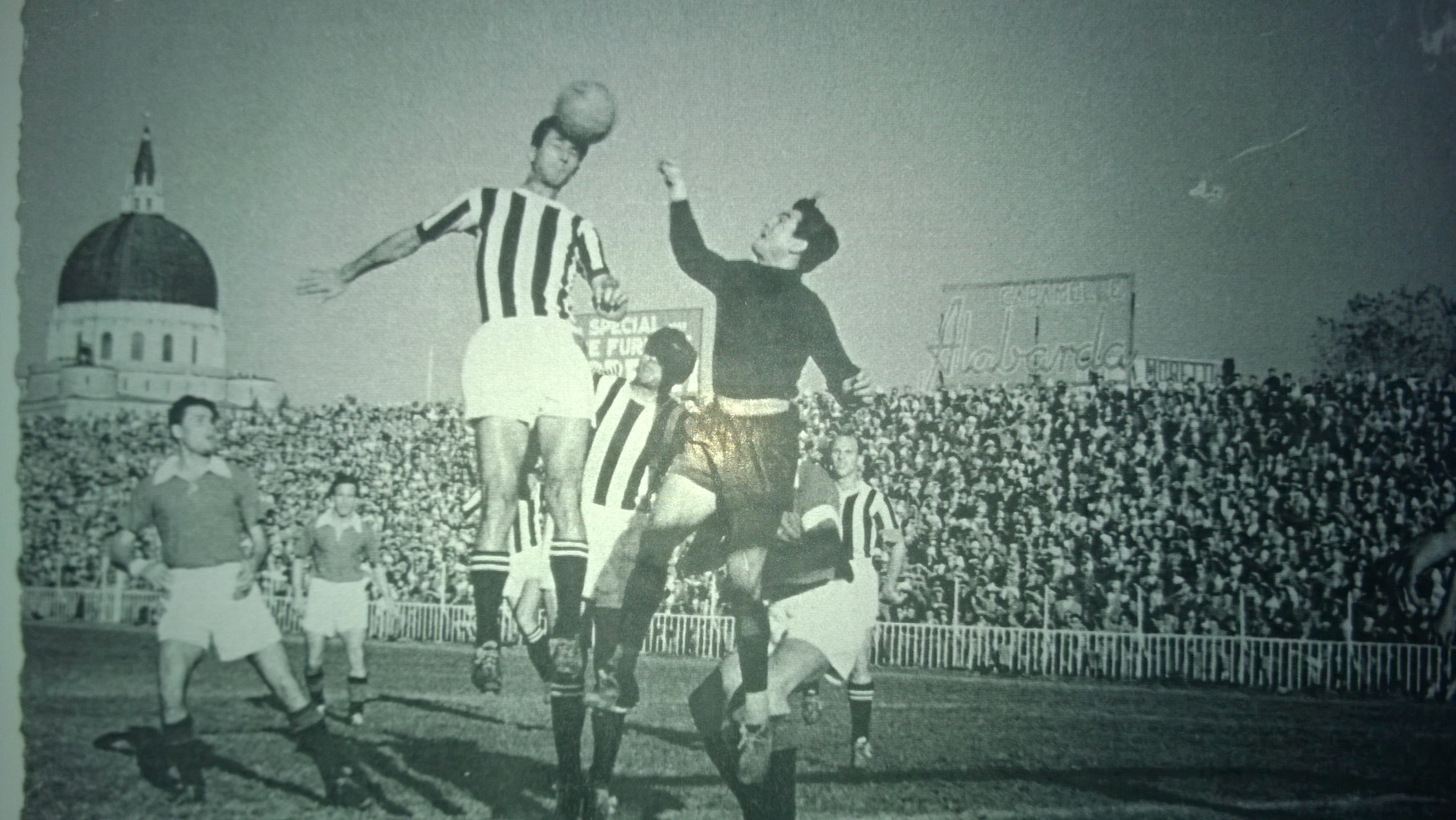
Spielszene zwischen Udinese Calcio und dem FC Turin in den 1940er Jahren

Große Erfolge verzeichnete der Verein bisher kaum, so ist der Gewinn des Mitropa-Cups 1980 der wichtigste Titel. Darüber hinaus gewann Udinese bisher nur Pokale und Wettbewerbe im Jugendbereich oder in unterklassigen Ligen (Serie B, Serie C). Für Aufsehen sorgte Udinese Calcio allerdings in den 1980er, als man Franco Causio, der mit Italien 1982 Weltmeister wurde, und den brasilianischen Superstar Zico verpflichtete.
1986 übernahm die italienische Unternehmerfamilie Pozzo den Verein. Seit der Saison 1995/96 spielt Udinese durchgehend in der Serie A und qualifizierte sich in den folgenden Jahren regelmäßig für den UEFA-Pokal, in der Saison 1997/98 sogar mit dem dritten Tabellenplatz. Im UEFA-Pokal schied Udinese allerdings meistens in der Qualifikation für die Gruppenphase aus. Lediglich in der Spielzeit 1999/2000 drang der Verein bis ins Achtelfinale, wo man gegen Slavia Prag aufgrund der Auswärtstorregel scheiterte.
Dank des vierten Tabellenplatzes in der Saison 2004/05 durfte der Verein in die Champions-League-Qualifikation und schaffte mit zwei Siegen gegen Sporting Lissabon erstmals den Einzug in die UEFA Champions League. Dort scheiterte Udinese in der Gruppenphase am FC Barcelona und an Werder Bremen. Man konnte sich allerdings vor Panathinaikos Athen platzieren. Im UEFA-Pokal kam das Aus schon im Achtelfinale gegen Lewski Sofia und auch in der Liga belegte Udinese nur einen enttäuschenden 13. Tabellenplatz.
Erfolgreicher für Udinese Calcio verlief die UEFA-Pokal-Saison 2008/09: Die Gruppenphase wurde vor Tottenham Hotspur, NEC Nijmegen, Spartak Moskau und Dinamo Zagreb auf dem ersten Platz abgeschlossen. Nachdem sich Udinese außerdem gegen Lech Posen und Zenit Sankt Petersburg durchsetzt hatte, erreichte der Verein das Viertelfinale des Wettbewerbs, wo er aber an Werder Bremen scheiterte.
Sehr erfolgreich verliefen auch die Spielzeiten 2010/11 und 2011/12: Mit dem vierten bzw. dritten Ligaplatz erreichte Udinese jeweils die Play-off-Runde zur Champions League, scheiterte dort allerdings knapp am FC Arsenal, bzw. im Elfmeterschießen an Sporting Braga.
In der Saison 2012/13 erreichte Udinese zum bisher letzten Mal eine Top-5-Platzierung in der Serie A. Dieser berechtigte zur Teilnahme an der Qualifikation zur UEFA Europa League 2013/14. Nach Siegen gegen den bosnischen Verein Široki Brijeg scheiterte man in der Playoff-Runde an Slovan Liberec aus Tschechien.
Ab der Saison 2013/14 konnte Udinese nicht mehr an die starken Leistungen von früher anknüpfen und erreichte seither nie eine bessere Platzierung als den zwölften Platz. In fast jeder Saison muss der italienische Traditionsklub gegen den Abstieg kämpfen. In der Coppa Italia erreichte man in ebenjener Saison das Halbfinale, wo man aber knapp an der AC Fiorentina scheiterte. Doch auch da kam Udinese seither nicht mehr über das Achtelfinale aus, scheiterte teilweise sogar schon im ersten Spiel an Zweitligisten. Seit dieser vereinsinternen Wende war die schlechteste Spielzeit von Udinese die Saison 2015/16, die man mit einem Punkt Unterschied auf Platz 17 beendete. Hinzu kam eine Reihe von elf aufeinanderfolgenden Pflichtspiel-Niederlagen in der Saison 2017/18, die fast den Abstieg bedeutet hätte. Der Klub konnte sich aber mit sieben Punkten aus den letzten vier Spielen der Saison noch retten. In dieser Spielzeit verlor Udinese zugleich 22 Spiele (Quote 57,9 %) und damit mehr als je zuvor.

## Spiel- und Trainingsstätten

### Historische Spielstätten

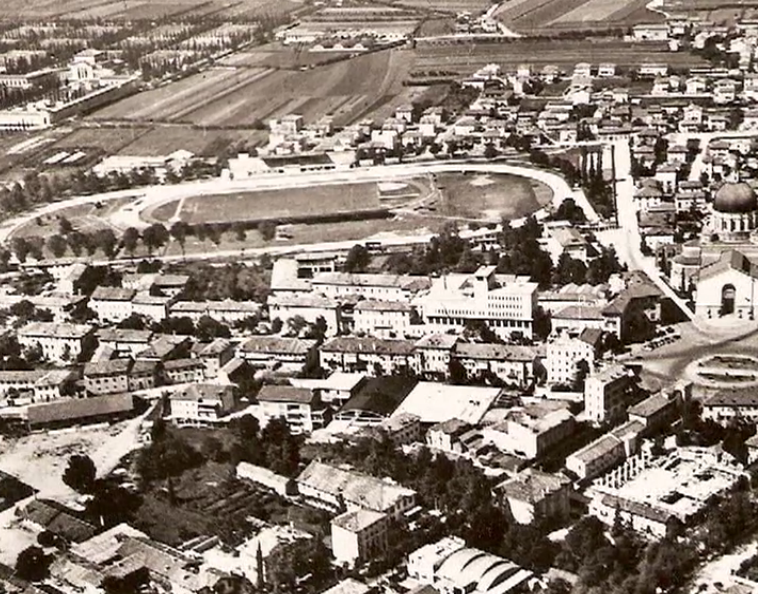
Stadio Moretti um 1950

Das 1920 erbaute Stadio Moretti wurde bis 1976 als Spielstätte von Udinese Calcio genutzt. Nach dem Abriss 1976 wurde auf dem Gelände ein Stadtpark errichtet, der bis heute besteht.

### Stadion

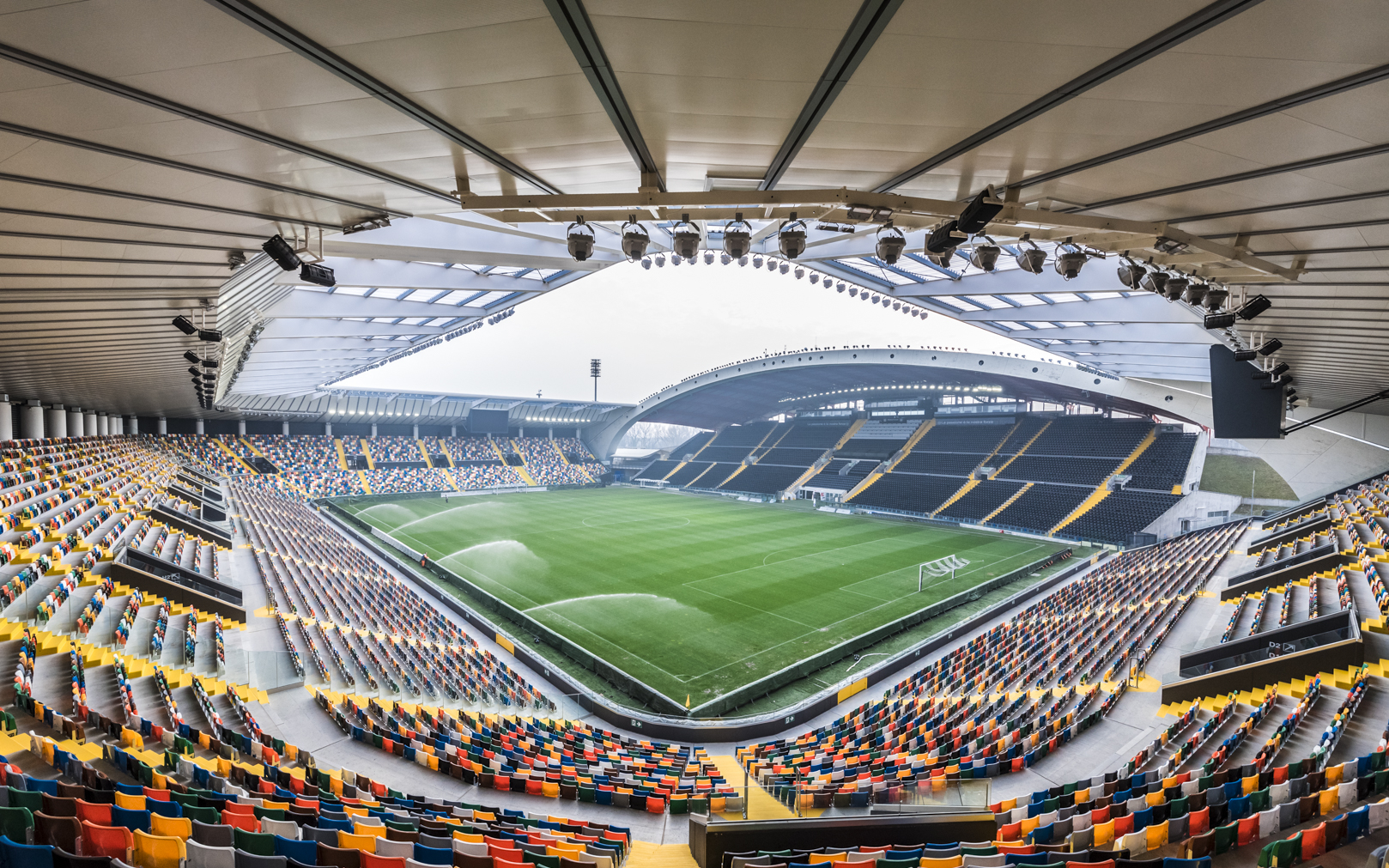
Stadio Friuli (2016)

Die heutige Heimspielstätte von Udinese Calcio ist das von 1971 bis 1976 erbaute Stadio Friuli (offiziell: Bluenergy Stadium). Der Name Friuli wurde im Gedenken an die Opfer des Erdbebens im Friaul 1976 gewählt. Architekt und Bauingenieur war der Udineser Giuliano Parmegiani. Das Stadion befindet sich im nordwestlichen Stadtteil Rizzi. Eine Besonderheit des Friuli ist der 33 Meter hohe Bogen, der als Überdachung der Haupttribüne dient.
Von 2013 bis 2016 wurde das Stadion grundlegend renoviert. Die Leichtathletikanlage wurde entfernt und die Tribünen direkt bis an das Spielfeld gebaut. Mitte Mai 2013 wurde mit dem Abriss der Curva Nord, der Curva Sud und der Distinti begonnen. Nach dem Wiederaufbau sind nun alle Zuschauertribünen überdacht. Die farbenfrohe Mosaik-Bestuhlung und die bogenförmige Überdachung der Haupttribüne geben dem Stadion sein unverwechselbares Aussehen, das rund 25.000 Zuschauern Platz bietet.
Am 8. Januar 2016 kündigte Udinese Calcio die Umbenennung der Spielstätte an. Der Automobilhersteller Dacia war bis 2023 Namensgeber des Stadions. Das erste offizielle Spiel fand am 17. Januar 2016 gegen Juventus Turin vor 25.467 Zuschauern statt.

## Namen
- 1911: Associazione del Calcio Udine
- 1918: Associazione Sportiva Udinese
- 1925: Associazione Calcio Udinese
- 1978: Udinese Calcio

## Logohistorie

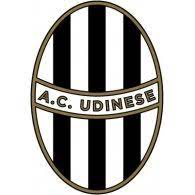
1950er
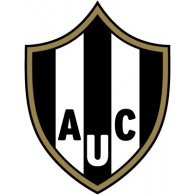
1960er
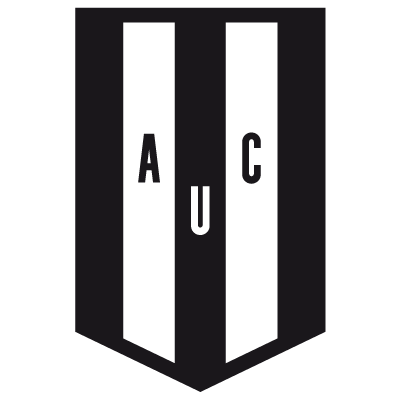
1970er
1980er
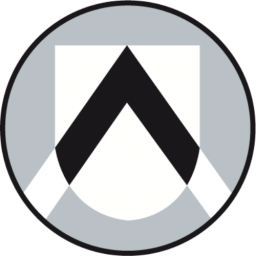
1992 bis 1995
1995 bis 2010
Seit 2010

## Daten und Fakten

### Vereinserfolge
| National                         | Titel | Saison                    |
| -------------------------------- | ----- | ------------------------- |
| Serie-B-Meisterschaft            | 2     | 1955/56, 1978/79          |
| Serie-C-Meisterschaft            | 3     | 1929/30, 1948/49, 1977/78 |
| Coppa Italia Serie C             | 1     | 1977/78                   |
| International                    | Titel | Saison                    |
| UEFA Intertoto Cup               | 1     | 2000                      |
| Mitropapokal                     | 1     | 1980                      |
| Englisch-italienischer Ligapokal | 1     | 1978                      |

#### Erfolge der Jugendmannschaften
- Campionato Primavera: 1980/81
- Campionato Primavera Serie B: 1963/64
- Coppa Italia Primavera: 1992/93

### Individuelle Erfolge

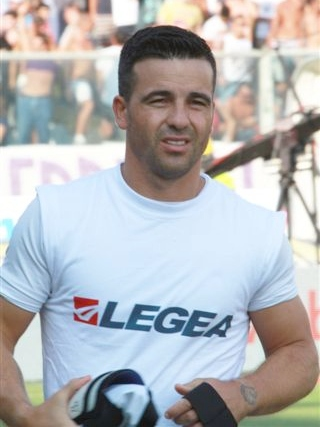
Antonio Di Natale

Fußballer des Jahres/Guerin d’Oro (1)
- Franco Causio: (1982)

Torschützenkönig (4)
- Oliver Bierhoff: 1997/98
- Márcio Amoroso: 1998/99
- Antonio Di Natale: 2009/10
- Antonio Di Natale: 2010/11

### Personal

#### Aktueller Kader der Saison 2024/25
Stand: 28. Mai 2025
| Nr. |                | Position | Name              |
| --- | -------------- | -------- | ----------------- |
| 5   | Argentinien    | MF       | Martín Payero     |
| 6   | Spanien        | MF       | Oier Zarraga      |
| 7   | Chile          | ST       | Alexis Sánchez    |
| 8   | Slowenien      | MF       | Sandi Lovrić      |
| 9   | England        | ST       | Keinan Davis      |
| 10  | Frankreich     | ST       | Florian Thauvin   |
| 11  | Elfenbeinküste | AB       | Hassane Kamara    |
| 14  | Frankreich     | MF       | Arthur Atta       |
| 16  | Deutschland    | AB       | Matteo Palma      |
| 17  | Italien        | ST       | Lorenzo Lucca     |
| 19  | Niederlande    | AB       | Kingsley Ehizibue |
| 20  | Italien        | MF       | Simone Pafundi    |
| 21  | Spanien        | ST       | Iker Bravo        |
| 22  | Brasilien      | ST       | Brenner           |
| 25  | Schweden       | MF       | Jesper Karlström  |

| Nr. |             | Position | Name                   |
| --- | ----------- | -------- | ---------------------- |
| 27  | Belgien     | AB       | Christian Kabasele     |
| 28  | Frankreich  | AB       | Oumar Solet            |
| 29  | Slowenien   | AB       | Jaka Bijol             |
| 30  | Argentinien | AB       | Lautaro Giannetti      |
| 31  | Danemark    | AB       | Thomas Kristensen      |
| 32  | Niederlande | MF       | Jurgen Ekkelenkamp     |
| 33  | Simbabwe    | AB       | Jordan Zemura          |
| 40  | Nigeria     | TW       | Maduka Okoye           |
| 66  | Italien     | TW       | Edoardo Piana          |
| 77  | Angola      | MF       | Rui Modesto            |
| 79  | Slowenien   | MF       | David Pejičić          |
| 90  | Rumänien    | TW       | Răzvan Sava            |
| 93  | Italien     | TW       | Daniele Padelli        |
| 95  | Frankreich  | AB       | Souleymane Isaak Touré |
| 99  | Chile       | ST       | Damián Pizarro         |

### Ehemalige Spieler
- Italo Acconcia
- Ali Adnan
- Luigi De Agostini
- Emmanuel Agyemang Badu
- Allan
- Sergio Bernardo Almirón
- Márcio Amoroso
- Stephen Appiah
- Pablo Armero
- Tolgay Arslan
- Kwadwo Asamoah
- Osvaldo Bagnoli
- Abel Balbo
- Antonín Barák
- Gerónimo Barbadillo
- Barreto
- Dušan Basta
- Rodrigo Becão
- Medhi Benatia
- Valon Behrami
- Daniel Bertoni
- Valerio Bertotto
- Lorenzo Bettini
- Oliver Bierhoff
- Marco Branca
- Tarcisio Burgnich
- Vincent Candela
- Antonio Candreva
- Andrea Carnevale
- Franco Causio
- Antonio Chimenti
- Bruno Chizzo
- Bernardo Corradi
- Emílson Sánchez Cribari
- Juan Cuadrado
- Fabio Cudicini
- Gaetano D’Agostino
- Luigi Delneri
- Marco Delvecchio
- Germán Denis
- Andrea Dossena
- William Troost-Ekong
- Roman Eremenko
- Felipe
- Edinho
- Dino Fava
- Bruno Fernandes
- Stefano Fiore
- Fernando Forestieri
- Annibale Frossi
- Ricardo Gallego
- Giuseppe Gemiti
- Régis Genaux
- Giuliano Giannichedda
- Francesco Graziani
- Asamoah Gyan
- Emil Hallfreðsson
- Samir Handanovič
- Thomas Helveg
- Thomas Heurtaux
- Vincenzo Iaquinta
- Gökhan Inler
- Mauricio Isla
- Carsten Jancker
- Jakub Jankto
- Marek Jankulovski
- Martin Jørgensen
- Orestis Karnezis
- Panagiotis Kone
- Marek Koźmiński
- Per Krøldrup
- Jens Stryger Larsen
- Kevin Lasagna
- Andrea Lazzari
- Bengt Lindskog
- Fernando Llorente
- Maxi López
- Aleksandar Luković
- Augusto Magli
- Andrea Mandorlini
- Alexander Manninger
- Massimo Margiotta
- Stefano Mauri
- Massimo Mauro
- Alex Meret
- Alexander Merkel
- Luigi Milan
- Nahuel Molina
- Marco Motta
- Sulley Muntari
- Luis Muriel
- Juan Musso
- Antonio Di Natale
- Herbert Neumann
- Siyabonga Nomvethe
- Christian Obodo
- Stefano Okaka
- Rodrigo de Paul
- Michele Pazienza
- Simone Pepe
- Roberto Pereyra
- Mauricio Pineda
- Iván Piris
- David Pizarro
- Paolino Pulici
- Ignacio Pussetto
- Fabio Quagliarella
- Olivier Renard
- Ubaldo Righetti
- Alexis Sánchez
- Morgan De Sanctis
- Igor Schalimow
- Arne Selmosson
- Franco Selvaggi
- Roberto Sensini
- Brandon Soppy
- Roberto Sosa
- Cyril Théréau
- Attilio Tesser
- Gabriel Torje
- Destiny Udogie
- Luís Vidigal
- Giuseppe Virgili
- Molla Wagué
- Johan Walem
- Silvan Widmer
- Zico
- Cristian Zapata
- Duván Zapata
- Piotr Zieliński
- Dino Zoff

### Trainerhistorie
| 1920–1921 | József Ging 1                                                  |
| 1922–1923 | György Kanjaurek 1                                             |
| 1923–1927 | Otto Krappan 1                                                 |
| 1927–1928 | Lajos Czeizler 1                                               |
| 1928–1929 | István Fögl 1                                                  |
| 1929–1930 | Eugen Payer 1                                                  |
| 1930–1931 | Imre Payer 1                                                   |
| 1931–1932 | István Fögl                                                    |
| 1932–1933 | Karl Cepzkay                                                   |
| 1934–1936 | Emerich Hermann                                                |
| 1936–1937 | István Fögl                                                    |
| 1938–1939 | Luigi Miconi                                                   |
| 1939–1940 | Eugen Payer Luigi Miconi                                       |
| 1940–1941 | Pietro Piselli                                                 |
| 1941–1942 | Luigi Miconi                                                   |
| 1942–1943 | Ferenc Molnár Gino Bellotto                                    |
| 1947–1948 | Hermann Schramseis Elio Loschi                                 |
| 1948–1950 | Aldo Olivieri                                                  |
| 1950–1952 | Guido Testolina Severino Feruglio                              |
| 1952–1953 | Aldo Olivieri                                                  |
| 1953–1958 | Giuseppe Bigogno                                               |
| 1958–1959 | Luigi Miconi Severino Feruglio                                 |
| 1959–1960 | Severino Feruglio Giuseppe Bigogno                             |
| 1960–1961 | Giuseppe Bigogno Luigi Bonizzoni                               |
| 1961–1962 | Luigi Bonizzoni Sergio Manente Alfredo Foni                    |
| 1962–1963 | Alberto Eliani                                                 |
| 1963–1964 | Alberto Eliani Armando Segato                                  |
| 1964–1965 | Severino Feruglio                                              |
| 1965–1967 | Gigi Comuzzi                                                   |
| 1967–1968 | Umberto Pinardi Giuseppe Bigogno Gigi Comuzzi Giuseppe Bigogno |

| Cheftrainer | Cheftrainer                                                     |
| Amtszeit    | Name                                                            |
| ----------- | --------------------------------------------------------------- |
| 1968–1969   | Romolo Caruffo Gipo Viani Romolo Caruffo                        |
| 1969–1970   | Oscar Montez Paolo Tabanelli                                    |
| 1970–1971   | Paolo Tabanelli Gigi Comuzzi                                    |
| 1971–1973   | Gigi Comuzzi                                                    |
| 1973–1974   | Massimo Giacomini Sergio Manente                                |
| 1974–1975   | Sergio Manente Humberto Rosa                                    |
| 1975–1976   | Humberto Rosa                                                   |
| 1976–1977   | Livio Fongaro                                                   |
| 1977–1979   | Massimo Giacomini                                               |
| 1979–1980   | Corrado Orrico Dino D’Alessi                                    |
| 1968–1969   | Aldo Campatelli Maurizio Bruno                                  |
| 1980–1981   | Marino Perani Enzo Ferrari Gustavo Giagnoni Enzo Ferrari        |
| 1981–1984   | Enzo Ferrari                                                    |
| 1984–1985   | Luís Vinício                                                    |
| 1985–1986   | Luís Vinício Giancarlo De Sisti                                 |
| 1986–1987   | Giancarlo De Sisti                                              |
| 1987–1988   | Massimo Giacomini Marino Lombardo Bora Milutinović Nedo Sonetti |
| 1988–1989   | Nedo Sonetti                                                    |
| 1989–1990   | Bruno Mazzia Rino Marchesi                                      |
| 1990–1991   | Rino Marchesi Pietro Fontana Adriano Buffoni                    |
| 1991–1992   | Franco Scoglio Adriano Fedele                                   |
| 1992–1993   | Adriano Fedele Alberto Bigon                                    |
| 1993–1994   | Azeglio Vicini Adriano Fedele                                   |

| Cheftrainer | Cheftrainer                                                   |
| Amtszeit    | Name                                                          |
| ----------- | ------------------------------------------------------------- |
| 1994–1995   | Adriano Fedele Giovanni Galeone                               |
| 1995–1998   | Alberto Zaccheroni                                            |
| 1998–1999   | Francesco Guidolin                                            |
| 1999–2000   | Francesco Guidolin Luigi De Canio                             |
| 2000–2001   | Luigi De Canio Luciano Spalletti                              |
| 2001–2002   | Roy Hodgson Gian Piero Ventura                                |
| 2002–2005   | Luciano Spalletti                                             |
| 2005–2006   | Serse Cosmi Loris Dominissini Néstor Sensini Giovanni Galeone |
| 2006–2007   | Giovanni Galeone Alberto Malesani                             |
| 2007–2009   | Pasquale Marino                                               |
| 2009–2010   | Pasquale Marino Gianni De Biasi Pasquale Marino               |
| 2010–2014   | Francesco Guidolin                                            |
| 2014–2015   | Andrea Stramaccioni                                           |
| 2015–2016   | Stefano Colantuono                                            |
| 2016        | Luigi De Canio                                                |
| 2016        | Giuseppe Iachini                                              |
| 2016–2017   | Luigi Delneri                                                 |
| 2017–2018   | Massimo Oddo                                                  |
| 2018        | Igor Tudor                                                    |
| 2018        | Julio Velázquez                                               |
| 2018–2019   | Davide Nicola                                                 |
| 2019        | Igor Tudor                                                    |
| 2019–2021   | Luca Gotti                                                    |
| 2021–2022   | Gabriele Cioffi                                               |
| 2022–2023   | Andrea Sottil                                                 |
| 2023–2024   | Gabriele Cioffi                                               |
| 2024        | Fabio Cannavaro                                               |
| 2024–       | Kosta Runjaic                                                 |

### Vereinsrekorde
- Serie A
  - Höchster Sieg: 7:0 Udinese Calcio – SSC Neapel (Saison 1957/58)
  - Höchste Niederlage: 7:0 AC Mailand – Udinese Calcio (Saison 1958/59)
  - Rekordspieler: Antonio Di Natale mit 385 Einsätzen
  - Rekordtorschütze: Antonio Di Natale mit 191 Toren (Ende Saison 2015/16)
  - Meiste Tore in einer Saison: Antonio Di Natale mit 29 Toren (Saison 2009/10)